# South Beach (Antarktika)
Der South Beach ist ein kleiner Strand an der Pennell-Küste des ostantarktischen Viktorialands. Er stellt das südliche Ende des Ridley Beach 1,5 km südlich des Kap Adare auf der Westseite der Adare-Halbinsel dar. Vom North Beach trennt ihn eine Landzunge.
Das New Zealand Antarctic Place-Names Committee benannte ihn.